# Valle dell'Angelo
Valle dell'Angelo este o comună din provincia Salerno, regiunea Campania, Italia, cu o populație de 219 locuitori (1 ianuarie 2023) și o suprafață de 36,6 km².

## Demografie
Valle dell'Angelo - evoluția demografică

|  | Graficele sunt indisponibile din cauza unor probleme tehnice. Mai multe informații se găsesc la Phabricator și la wiki-ul MediaWiki. |

Date: Recensăminte sau birourile de statistică - grafică realizată de Wikipedia